# Школа имени Гнесиных

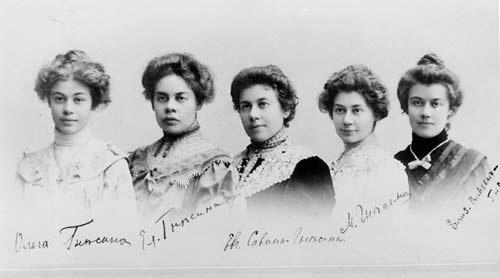
Сёстры Гнесины. Слева направо: Ольга, Елена, Евгения, Мария, Елизавета

Государственное образовательное учреждение среднего профессионального образования «Московская средняя специальная музыкальная школа (колледж) имени Гнесиных» (МССМШ им. Гнесиных) — Средняя специальная музыкальная школа города Москвы. Действует с 1946 года, носит имя музыкальных педагогов Гнесиных.

## История
Решение Совнаркома об открытии в Москве школы-десятилетки при Государственном музыкально-педагогическом институте имени Гнесиных было принято в 1944 году. Основательницей школы является Елена Фабиановна Гнесина. 
Открывшись в 1964 году, школа стала частью образовательного комплекса, возглавляемого основательницей и включавшего в себя институт, училище и музыкальную школу-семилетку. Первым директором школы был назначен З.И. Финкельштейн.
В разные годы в педагогический коллектив школы входили выдающиеся исполнители и педагоги: Александр Йохелес, Александр Сац, Владимир Тропп, Яков Флиер, Давид Ойстрах, Абрам Ямпольский, Юрий Янкелевич, Валентин Берлинский, Армен Георгиан, Лев Евграфов, Лев Раков, Марк Рубин, Тимофей Докшицер и др.
Школу, помимо Зиновия Исааковича Финкельштейна, в 1952—1956 гг. возглавлял Борис Дмитриевич Бехтерев. В 1989 г., после кончины З. И. Финкельштейна, коллектив школы избрал на пост директора Михаила Сергеевича Хохлова, ныне заслуженного деятеля искусств РФ, заслуженного артиста РФ, лауреата премии города Москвы в области литературы и искусства, лауреата премии Президента РФ в области литературы и искусства. Михаил Сергеевич Хохлов руководит школой уже более 25 лет.
Воспитанники школы одерживают победы на международных музыкальных конкурсах начиная с 1949 года (Виктор Пикайзен). В 1962 году была одержана первая победа на конкурсе имени Чайковского (Наталья Шаховская). В 1990 году создан камерный оркестр «Гнесинские виртуозы».
В 1998 году Школа имени Гнесиных заняла первое место в рейтинге музыкальных школ, составленном журналом «Карьера».

### Помещение
В 1962 году музыкальной школе был выделен особняк на улице Фрунзе, дом 12 (ныне Знаменка) — историческая усадьба Апраксиных-Бутурлиных, первое упоминание о которой относится к самому началу XVIII века. За прошедшие со времени постройки два с половиной века здание неоднократно перестраивалось и изменялось, долгие годы не имея капитального ремонта. К концу XX века его состояние приблизилось к аварийному. В 1973 году школе дополнительно был отдан сохранившийся усадебный флигель, который был отремонтирован только в 1989—1992 гг. после избрания директором школы М. С. Хохлова.
В 1994 году М. С. Хохлов впервые обратился к мэру Москвы Ю. М. Лужкову с предложением расширить школьные площади и восстановить в полном объеме историческую усадьбу Апраксиных-Бутурлиных. Были проведены исторические исследования и подготовлен эскизный проект. В 2000 году после посещения школы Ю. М. Лужковым было принято решение о необходимости расширения площадей и срочного проведения реставрации и реконструкции зданий школы (особняка и флигеля). С момента запуска процесса реконструкции прошло более 10 лет. Вялотекущие ремонтные работы в историческом особняке на Знаменке велись урывками, начинались и останавливались. Ученики Гнесинки, расселенные по трем зданиям в разных районах Москвы (Цветной бульвар, ул. Ильинка, ул. Сретенка), вынуждены были разъезжать между ними. Педагоги испытывали трудности с согласованием расписания. Дирекция школы прилагала неимоверные усилия, чтобы сохранить школу на прежнем месте и все-таки завершить строительство.
Активная фаза строительных работ в комплексе зданий школы на Знаменке началась только в 2012 году, когда новая команда во главе с мэром Москвы С. С. Собяниным взялась за решение этой проблемы. За два года проведения инженерных, строительных и реставрационных «операций» были полностью восстановлены Главное здание (корпус А) и два флигеля (корпус B, D). Здание общежития (корпус C) при вскрытии фундаментов оказалось наименее ремонтопригодным, что потребовало проведения гораздо большего по сравнению с запланированным объема работ.
1 октября 2014 года, в Международный день музыки, музыкальная школа отметила свое возвращение в здание на Знаменке — на ее историческое место; в школе возобновились занятия.

## Образовательный процесс
В МССМШ им. Гнесиных обучение проходит одновременно по двум циклам: по общеобразовательному и музыкальному. По окончании 9 класса учащиеся получают аттестат об основном общем образовании и справку о музыкальной подготовке. Продолжая обучение в Колледже (3-х летний цикл СПО), выпускники получают диплом о среднем профессиональном образовании и могут приступить к работе или продолжить обучение в музыкальных вузах России и за рубежом.
Учащиеся обучаются по следующим специализациям:
- фортепиано;
- оркестровые струнные инструменты (скрипка, альт, виолончель, контрабас, арфа);
- духовые и ударные инструменты (флейта, гобой, кларнет, фагот, валторна, труба, тромбон, туба, ударные инструменты);
- орган;
- музыкальное звукооператорское мастерство.

В школе также проводятся факультативные занятия по композиции и игре на барочных инструментах (Барочная мастерская).
Для детей 5-6 лет работает подготовительное отделение (дошкольная группа), целью которого является раннее развитие музыкальных способностей и навыков игры на музыкальном инструменте и подготовка детей к поступлению в 1 класс. Приём на подготовительное отделение осуществляется по итогам предварительного прослушивания.
Общеобразовательный процесс включает три ступени (младшие, средние и старшие классы). Один день в неделю (среда) традиционно освобождён от общеобразовательных занятий, позволяя учащимся полностью сосредоточиться на музыкальных. Общеобразовательный комплекс занятий включает углублённое изучение мировой художественной культуры, на протяжении многих лет в школе факультативно преподавалась живопись. Учащимся преподаются два иностранных языка(английский, немецкий) и психология.
В 1997 году силами выпускников был впервые организован фестиваль камерной музыки «Возвращение», с тех пор ставший традиционным. Авторами идеи фестиваля стали скрипач Роман Минц и гобоист Дмитрий Булгаков, проживавшие соответственно в Великобритании и Германии. Фестиваль проводится ежегодно в дни рождественских праздников.
Начиная с 2007 года, в городах России ежегодно проходит Детский фестиваль искусств «Январские вечера» — творческий проект МССМШ им. Гнесиных и ГМИИ им. А. С. Пушкина, задуманный как продолжение знаменитых «Декабрьских вечеров» Святослава Рихтера.
Ежегодно, с 2016 года, МССМШ им. Гнесиных проводит уникальный образовательный проект «Московская международная Летняя школа в Гнесинке» — летний образовательный интенсив для юных и взрослых талантливых музыкантов. "Летняя школа в Гнесинке" проводится в течение 11 дней. В программу проекта входят индивидуальные мастер-классы по различным специальностям (оркестровые и барочные инструменты, фортепиано, джазовый и академический вокал, композиция, дирижирование, камерный ансамбль), оркестровая практика (духовой, симфонический оркестры), а также комплексные авторские курсы по методикам ведущих педагогов России. Для детей 4-13 лет работает группа творческого развития "Юные гнесинцы". Для педагогов ДМШ, ДШИ и СПО реализуются курсы повыiения квалификации.
В одни даты с "Летней школой в Гнесинке" на трех сценах МССМШ им. Гнесиных проходит 11-дневный музыкальный марафон - Международный музыкальный фестиваль "Gnessin Air на Знаменке"